# Cerkev svetega Jerneja, Liège
Cerkev sv. Jerneja (nizozemsko Sint-Bartolomeüskerk, francosko La collégiale Saint-Barthélemy) je romanska petladijska cerkev iz 11. in 12. stoletja v belgijskem mestu Liège. Posvečena je sv. Jerneju.

## Zgodovina
Predhodnico današnje cerkve je v začetku 11. stoletja ustanovil Godescalc de Morialmé, prošt Lambertske stolnice v Liègu. Bila je kolegijska cerkev za prvotno dvanajst kanonikov. Po letu 1025 se je število povečalo na dvajset, leta 1043 celo na trideset.
Inavguracijo cerkve, ki je bila takrat še vedno izven mestnega obzidja, sta leta 1015 vodila knezoškof Lièga Balderich II. in Heribert, nadškof iz Kölna. Od te prve stavbe ni bilo ohranjeno nič. Vendar pa arheološki dokazi kažejo, da je ta cerkev verjetno imela zunanjo kripto, vzhodno od kora, podobno kot bazilika sv. Amelberga v Susternu.
Najstarejši del sedanje cerkve je kvadratni kor na vzhodu cerkve iz konca 11. stoletja. Za razliko od preostale cerkve je zgrajen v temnega peščenjaka. Transept in ladja sta iz 12. stoletja. Z dokončanjem westwerka je bila gradnja večinoma končana leta 1180.
V 18. stoletju so v cerkvi dodali še dve stranski ladji, tako da je zdaj skupno pet ladij. Kasneje v tem stoletju so leta 1782 v westwerk prebili neoklasicistični portal. Nekatera okna so bila verjetno zazidana, na portalu je bil dodan okulus.
V 19. stoletju sta stolpa dobila svojo sedanjo rombasto obliko, ki je tipična za Porenje (Opatija Maria Laach, cerkev sv. Apostolov v Kölnu). Med letoma 1999 in 2005 je bila cerkev prebarvana po vzoru Limburgške stolnice.

## Westwerk
Westwerk (zahodna fasada) cerkve je visok 22 metrov, širok 28 metrov in globok 12 metrov. Sestavljen je iz treh nadstropij enake višine. Spodnji in zgornji nadstropji sta okrašeni s lizenami in obokanimi frizi. V srednjem nadstropju so slepe arkade na majhnih stebrih iz apnenca. Dva kvadratna stolpa se dvigata iz westwerka in sta prav tako razdeljena z lizenami in obokanimi frizi.
V notranjosti je westwerk razdeljen na tri sobe: osrednje svetišče je obdano z dvema manjšima, pravokotnima sobama, ločeni v prvem nadstropju s tremi okroglimi loki iz zahodnega kora. Za razliko od številnih drugih westwerkov v regiji (Marijina bazilika in Bazilika svetega Servacija v Maastrichtu), v notranjosti ni nobenega osrednjega prostora ali kapele.
Kljub temu je podobnost westwerka z baziliko sv. Servacija zelo dobra. Proporci, oblika in okras so skoraj enaki. Zaradi večje starosti slednje je očitno, da je služila kot model.

## Notranjost
Notranjost cerkve je bila v 18. stoletju predelana v baročnem slogu (štukature, pozlata, namestitev novega glavnega oltarja), s čimer se je ohranila menjava stebrov. Na območju westwerka so bili med zadnjo obnovo v veliki meri odstranjeni baročni dodatki.
Orgle so bile zgrajene med leti 1848 in 1851, zgradilo jih je podjetje Merklin & Schütze (Bruselj). Instrument ima 40 registrov na treh manualih in pedale. Orgle so bile obsežno obnovljen leta 2014, cilj je bila ustrezna zvočna estetika. ’

## Krstilnik
Najbolj znana umetnina v cerkvi je bronast krstilnik Reinera Huya, umetnika, ki je živel v 1. četrtini 12. stoletja v Liègu. Krstilnik, ki ga je dobil okoli 1107-1125 opat Hellinus za cerkev Notre-Dame-aux-Font v Liègu, je od leta 1803 v cerkvi sv. Jerneja in je edino potrjeno umetnikovo delo. V obliki čaše, okrašen s krstnimi prizori, podpira 10 (prvotno dvanajst) volov. Pokrov, verjetno s podobami apostolov in prerokov, se je izgubil v 18. stoletju, ko je bilo treba krstilnik zaščititi pred francoskimi revolucionarnimi silami.
Posamezni krstni prizori so ločeni s slikami dreves. Eden prikazuje Jezusov krst v reki Jordan, pridigo Janeza Krstnika v puščavi, krst dveh katehumen, krst rimskega stotnika Korneliusa in krst grškega filozofa Kratona.
Plastična, monumentalna izdelava in realistično prikazovanje gibanja, kaže na vpliv antične umetnosti. Krstilnik je vrhunec mozanske umetnosti in model za  visoko srednjeveško renesanso. V 1970-ih je bil uvrščen med "Sedem čudes Belgije". Poleg tega krstilnik še danes izpolnjuje svojo funkcijo pri krstu.